# Tomás Inciarte
Tomás Inciarte (Uruguay, 22 de octubre de 1996) es un jugador profesional uruguayo de rugby que se desempeña en la posición de centro exterior.

## Carrera
En 2019, Inciarte se unió al equipo Peñarol Rugby (2019-2023), después pasó a Miami Sharks, disputando la Major League Rugby hasta la desaparición del club en 2025. También es parte de la Selección de rugby de Uruguay.